# Financial Tombstone
Ein Financial Tombstone (engl. Finanz-Grabstein) ist eine im Finanzbereich verbreitete Auszeichnung für erfolgreiche Börsengänge (IPOs) oder andere Finanztransaktionen, oft in Form eines Würfels oder einer Figur aus Glas oder Plexiglas. Ausgezeichnet werden dabei die an dem Börsengang oder der Transaktion beteiligten Broker und Underwriter.

## Ursprünge
Die Gründe für die Gewohnheit, die Anerkennung für die geleistete Arbeit in Form eines Tombstones auszusprechen, liegen in den Regulierungsvorschriften der Securities and Exchange Commission, die eine rein textuelle Ankündigung des Vorgangs verlangen und andere Formen untersagen, um so Werbung für das einzelne Wertpapier zu unterbinden. Derartige Anzeigen werden im Englischen wegen der Ähnlichkeit mit einer Grabstein-Inschrift „tombstone“ (Grabstein) genannt.